# قلعه هزار در
قلعه هزار در آبدانان در خاور این شهرستان واقع در استان ایلام جای دارد که قدمتش به دوره ساسانی می‌رسد. نمای اصلی این اثر دارای طاق‌های هلالی شکل است. با توجه به ساختار معماری قلعه هزار در، این اثر به احتمال قلعه یا پادگان نظامی بوده‌است. پلان اصلی بنا مستطیل شکل است. راهروهای طولانی در چهار جهت آن قرار گرفته و به‌وسیله درگاه‌هایی به اتاق‌های داخل مرتبط می‌شوند. این بنا دارای چند طبقه است که زیرزمین طبقه همکف و طبقه بالایی (باتوجه به پی) را شامل می‌شود. به دلیل پوشش قطور و محکم دیوار و نبود پنجره‌های باز در راهروها اتاق‌ها و دالان‌ها انتظار می‌رود که فضا تاریک باشد اما تأمین نور از طریق دریچه‌هایی به قطر تقریبی یک متر در سقف، دالان، راهرو و اتاق صورت می‌گیرد که کار تهویه را نیز انجام می‌داده‌است. مصالح بنا نیز شامل سنگ‌های تراشیده و قلوه‌سنگ‌هایی است که در ملات آن‌ها گچ پخته به کار می‌رفته‌است. از آنجا که معماری این بنا همانند شهر تاریخی دره‌شهر است این‌گونه تخمین زده می‌شود که قدمت این بنا به دوره ساسانی برگردد (حسین رشیدی)

## حصار اصلی قلعه
آثار پی بنا در چهار سوی ساختمان قلعه جای دارد که حصار قلعه را تشکیل می‌دهد. قطر دیوارها حدود ۵/۱ متر است و در بنای آن از مصالحی همچون قلوه‌سنگ و گچ استفاده شده‌است. دیوار جبهه شمالی که مشرف به پرتگاه ایجاد شده، حدود چهار متر پایین‌تر از دیوار قلعه بنا شده‌است. آثاری از یک بنا با مصالح یاد شده در دامنه تند جبهه شمالی به سمت زیر قلعه ایجاد شده که کاربرد آن مشخص نیست. سفاله‌های محوطه قلعه غالباً به رنگ نخودی است. پخت سفال‌ها کافی و تزئینات نقش برجسته، طنابی و نقش کنده دارد. سفال شاخص این منطقه، سفال نیش گونی است که به دوره ساسانی تعلق دارد. سبک معماری و مصالح به کار رفته نشان‌دهنده این است که احتمالاً بنا متعلق به دوره تاریخی است (حسین رشیدی)